# Ion Burnei
Ion Burnei (n. 4 septembrie 1950) este un fost parlamentar român, care a deținut de trei ori funcția de deputat.

## Biografie
Ion Burnei este farmacist, licențiat al Unverității Carol Davila din București. De asemenea, Ion Burnei este licențiat în științe politice de la Universitatea Creștină Dimitri Cantemir din București (2003) și licențiat în științe juridice de Universitatea Hyperion din București (2009).
În legislatura 2000-2004 a fost ales în județul Argeș pe listele partidului PDSR (devenit în 2001 PSD). În acea legislatura 2000-2004, Ion Burnei a fost inițiat 17 proiecte legislative, din care 11 au fost promulgate drept legi.
Pe data de 19 decembrie 2007, Ion Burnei a fost validat ca deputat PSD în locul deputatei Daciana Octavia Sârbu.
Ion Burnei a fost ales ca deputat PSD în legislatura 2008-2012 și a fost membru în grupurile parlamentare de prietenie cu Republica Algeriană Democratică și Populară, Albania și Georgia.